# Gilbert Mushangazhike
Gilbert Mushangazhike (né le 11 août 1975 à Salisbury à l'époque en Rhodésie et aujourd'hui au Zimbabwe) est un joueur de football international zimbabwéen, qui évoluait au poste d'attaquant.

## Biographie

### Carrière en club
Gilbert Mushangazhike joue au Zimbabwe, en Allemagne, en Afrique du Sud, en Chine, et au Swaziland.

### Carrière en sélection
Gilbert Mushangazhike joue en équipe du Zimbabwe entre 1997 et 2008.
Il participe avec cette équipe à la Coupe d'Afrique des nations 2006 organisée en Égypte. Lors de cette compétition, il joue deux matchs : contre le Nigeria et le Ghana.
Il dispute également les éliminatoires du mondial 1998 et les éliminatoires du mondial 2010. Il inscrit deux buts lors de ces éliminatoires.

## Palmarès
Fidentia Rangers
- Championnat d'Afrique du Sud
  - Meilleur buteur : 2000-01.